# Pivaldeído
Pivaldeído é um composto orgânico, mais especificamente um aldeído. Na imagemé mostrada uma representação em linhas angulosas desse aldeído orgânico, cujo nome sistemático, 2,2-dimetilpropanal, é baseado na cadeia de carbono mais longa (três carbonos), terminando em "-al" para indicar a funcionalidade de aldeído, e onde outro sinônimo descritivo é trimetilacetaldeído. Pivaldeído é um exemplo de um aldeído com um estericamente volumoso grupo R, o grupo  terciário-butilo (com 3 grupos metilo, no canto inferior esquerdo na imagem), anexado ao carbonilo, >C=O. Por definição, o outro "grupo", R', é um átomo de hidrogênio (H), mostrado aqui apontando diretamente para cima.